# 賽沙迪
賽沙迪·賽阿都拉曼（1992年12月6日—），马来西亚政治人物，马来西亚民主联合阵线主席，现任柔佛麻坡国会议员。
賽沙迪于2018年马来西亚大选代表希望联盟土著团结党当选为柔佛麻坡的国会议员。并在大选后成为第七次马哈迪内阁成员，2018年至2020年期间担任马来西亚青年及体育部部长。同时，他因长相俊俏而获得“国会小鲜肉”的称号，是馬來西亞獨立以來最年輕的部長。
赛沙迪是土著团结党创始成员之一，期间他曾担任该党的青年团团长，直到2020年7月因派系斗争而被革除党务并退出土团党。后于同年9月联同一众志同道合的社区代表和人士一同创立马来西亚民主联合阵线（MUDA），他担任该阵线创始主席。
2023年11月9日，賽沙迪被高等法院以教唆失信、濫用資金、洗黑錢等四項罪名成立，被判處坐牢7年、鞭刑2鞭及罰款1000萬令吉。

## 背景
賽沙迪出生於馬來西亞柔佛州新山縣的埔来。他的父親賽阿都拉曼是名新加坡建築工人（2017年加入馬來西亞國籍），每天從新山埔来住家往返新加坡工作。他的母親是一所中學的英語老師。賽沙迪是家中四個孩子中排行最小的。
賽沙迪大學就讀於马来西亚国际伊斯兰大学。他曾三次代表學校遠赴英國參加亞洲英国国会辩论赛會（ABP），並三次榮獲最高殊榮最佳辯手獎。在他還未進入马来西亚国际伊斯兰大学就讀前，賽沙迪曾在马来西亚皇家军事学院短暫就讀過。 2016年，賽沙迪獲得了牛津大學錄取他修讀的公共政策碩士學位課程以及牛津大學官方提供的6萬英鎊獎學金。惟他為了參加2018年第十四屆全國大選，而選擇放棄這筆獎學金。

## 政治生涯
賽沙迪曾是馬來西亞土著团结党（PPBM）的青年團團長。自2016年土著團結黨成立以來，他一直擔任黨的發言人，是25位創始人之一，党员编号是000006。
2018年马来西亚大选中，希望联盟终结自马来亚独立后便一直执政了60年的国阵政权，首次成为执政党。赛沙迪代表土团党当选为柔佛麻坡的国会议员。同年7月2日，希盟首相马哈迪·莫哈末委任赛沙迪为马来西亚青年及体育部长，是亚洲最年轻的内阁部长。

### 青年及体育部长(2018-2020)

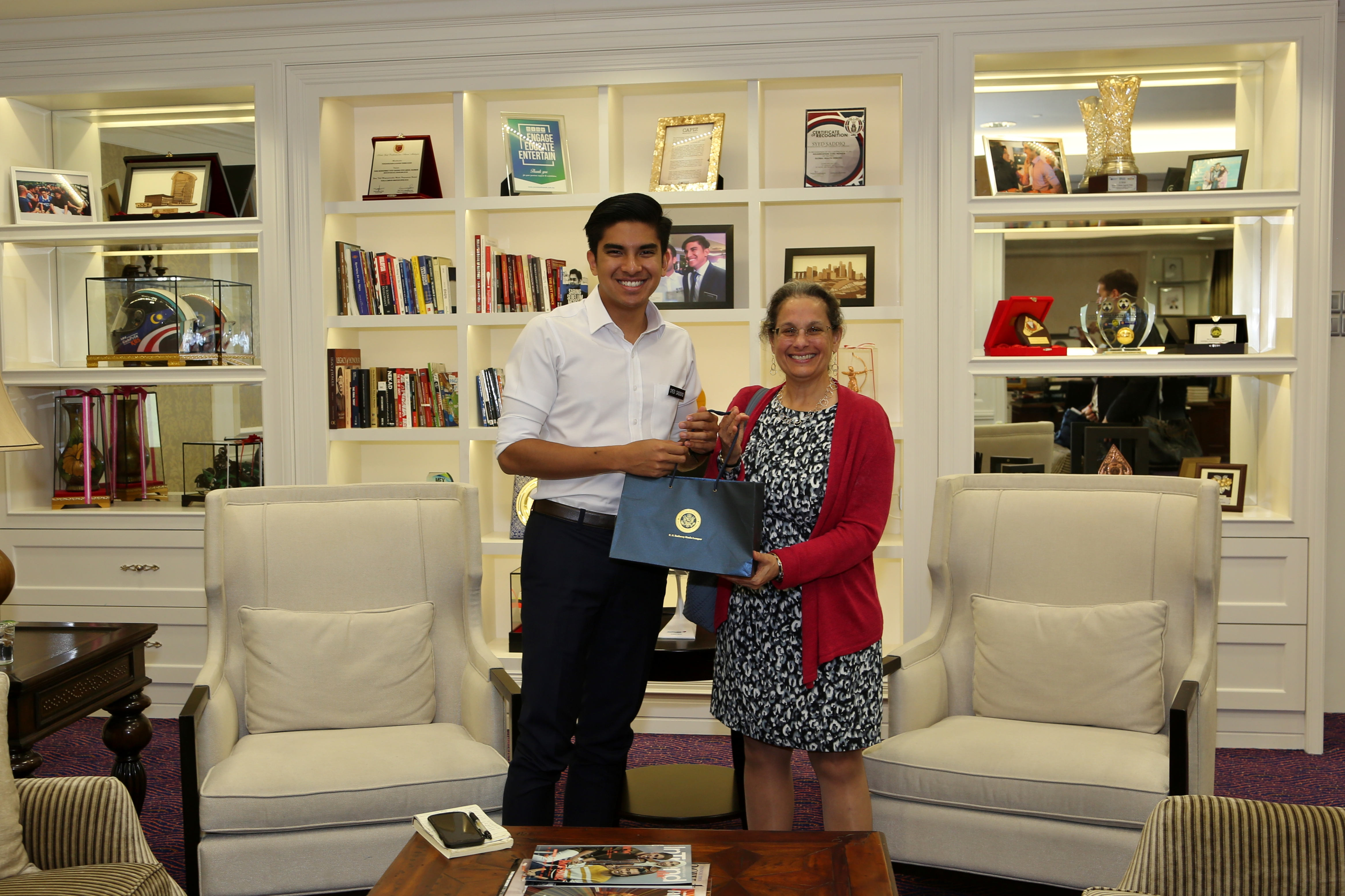
2019年12月28日赛沙迪与美国驻马大使雷荷花会面

身为青年及体育部部长，赛沙迪力促马来西亚降低人民投票的年龄资格，希望在第15届大选之前，落实把投票法定年龄从21岁降低至18岁，确保青年的声音获得重视，让青年更多参与重建国家的过程。推动“黄丝带计划”，协助从监狱或戒毒改造中心重获自由的前囚犯重回社会，为超过1583名风险青年和前犯罪青年提供第二次就业机会。推行了马来西亚未来领袖学校计划，并透过国家未来领袖学校（MFLS）培养2万4403名15及17岁青年领袖。为运动员设立特别健康保健计划等政绩。
2020年2月马来西亚政治危机，在竞争首相职位的斗争中，慕尤丁获得国家元首苏丹阿都拉提名，受委马来西亚第八任首相。3月2日，赛沙迪强调，他将继续留在土团党，并继续对抗贪腐滥权，表示这是他参政的主要目的。

### 终止党籍
2020年马来西亚政治危机中，土团党分裂成两派，分别以马哈迪·莫哈末和慕尤丁为首，展开政治对立。赛沙迪在政治危机中全力支持马哈迪，并多次公开立场批评执政党国民联盟。5月28月，土团党执行秘书穆罕默德苏海米志期发函宣布，对马哈迪派系在5月18日的国会会议中，没有支持首相慕尤丁领导的国民联盟政府，宣布马哈迪派系等6人自动丧失党籍。但赛沙迪并未发表任何退党，或加入其他政党的声明。6月4日，土团党最高理事会召开的会议中，由慕尤丁派系的韩沙再努丁宣布，正式终止马哈迪派系等6人党籍和宣布退出希望联盟。6月8日，马哈迪带领被终止党籍的土团党领袖入禀法院，挑战该党终止他们党籍的决定。
7月7日，土团党青年团宣布，基于赛沙迪已经失去党籍，由副团长艾扎罗斯兰暂代青年团长一职，另有两名赛沙迪的亲信也被撤职。7月8日，赛沙迪向当今大马表示，会撤回挑战土团党开除其党籍的民事诉讼，并在面子书撰文时直言：「如果要把党拿走，就拿去。如果要褫夺我的党员编号，就夺去。我不会耽误大家的努力。」并表示会在另一个平台，延续其政治斗争。他的职位于8月16日由青年及体育部副部长旺阿末费沙正式接任。
赛沙迪随后向社会大众宣称，将会成立由各族年轻人所组成的新政党，以专注于年轻人的课题，受到两极化的反应。凯里·嘉马鲁丁与慕克里·马哈迪对此表示欢迎，但前国际贸易与工业部长拉菲达对此并不看好，称此决定将 “分裂政治”。

### 创立新政党
2020年9月17日，赛沙迪正式向社团注册局申请注册，建立「马来西亚民主联合阵线」（MUDA）。唯该党的注册申请未获得社团注册局的批准，赛沙迪因此在名义上依然是独立议员身份。直到2021年12月23日，MUDA正式注册为合法政党。

### 撤回对安华政府的支持
2023年9月10日，赛沙迪不满阿末扎希面对的47项健康思维基金会贪污案控状获得「释放不等于无罪」（DNAA），继而宣布撤回对安华团结政府的支持，成为第三势力。

## 人物事件

### 被不明黑衣人围堵事件
2020年2月1日，赛沙迪在柔佛乌鲁地南一间餐厅与党员用餐时，遭到将近200名黑衣人包围和出言威胁，要求他向柔佛王储东姑依斯迈道歉，他迫于无奈只能与党员一起走小路越过围篱逃离现场。赛沙迪之后谴责对方是一群沒有教养的流氓，更点名黑衣人是来自巫统，刻意扰乱土团党活动，并将拍下的黑衣人视频拿去报警处理。事件中至少有3人被警方拘捕助查。

### 筹款成功后剃头答谢
2020年12月26日，赛沙迪在推特上发起替贫困家庭购买电脑的「一户家庭，一台电脑」计划筹款运动，并承诺一旦在5天内筹款20万令吉的目标达成，将会剃光头答谢。最终这个目标在12月30日达成，赛沙迪成功筹获了38万3000令吉，而他也遵守承诺，在《Astro Awani》电视直播上让母亲莎丽花及专业理发师用了约30分钟将头发剃光。

### 长跑抗议政府不给在野党议员拨款
2024年6月27日，赛沙迪宣布一项名为“麻坡行动”（Langkah Muar）的措施，亲自从其选区跑步200公里至位于吉隆坡的国会大厦，以抗议团结政府一年不给在野党议员拨款。在行动首日，赛沙迪从早上6时从麻坡苏丹依斯迈大桥开始路程，在24小时內到达马六甲亚罗牙也，同时向民众发起10万令吉资金筹集活动中也成功筹集5万5000令吉的款项。次日，赛沙迪成功达成10万令吉筹款目标，并经跑了124公里，而他距离目标地点只剩约80公里。7月1日，赛沙迪在早上9时30分跑步抵达国会，完成全长200公里，从柔佛麻坡跑步到国会大厦的“麻坡行动”，获得其它在野党议员、MUDA支持者以及抗议政府者的迎接。赛沙迪会在国会外接受访问时直言，政府不向在野党议员提供拨款是一项政治问题，企图通过这种方式来惩罚人民，并重申政府应予以反对党议员拨款，以让人民代议士继续为有需要的人民服务，而非因政治色彩不同而无权获得拨款。在稍作休息后，赛沙迪进入国会下议院议会厅参与辩论环节，再次呼吁政府公平发放拨款给在在野党议员，并批评曾经作为在野党的希盟也在公平分配拨款上提出同样问题，但在执政后就变了样。

## 轶事
赛沙迪在2022年8月参与歌手黄明志的歌曲MV《青蛙》（Katak）的演出。他在MV最后一幕是呼吁大家一起高喊「青蛙万岁！青蛙万岁！」，之后逗趣地被一群人扛下台。

## 选举成绩
| 年份 | 选区           | 候选人 | 候选人           | 得票数 | 得票率 | 竞选对手                  | 竞选对手               | 得票数 | 得票率 | 总票数 | 多数票 | 投票率 |
| ---- | -------------- | ------ | ---------------- | ------ | ------ | ------------------------- | ---------------------- | ------ | ------ | ------ | ------ | ------ |
| 2018 | 柔佛 P146 麻坡 |        | 赛沙迪（土团党） | 22,341 | 53.09% |                           | 拉查理依布拉欣（巫统） | 15,388 | 36.57% | 42,719 | 6,953  | 84.02% |
| 2018 | 柔佛 P146 麻坡 |        | 赛沙迪（土团党） | 22,341 | 53.09% | 阿都阿兹·达立（伊斯兰党） | 4,354                  | 10.34% |        | 42,719 | 6,953  | 84.02% |
| 2022 | 柔佛 P146 麻坡 |        | 赛沙迪（统民党） | 19,961 | 37.55% |                           | 阿都拉胡申（伊斯兰党） | 18,616 | 35.02% | 53,158 | 1,345  | 77.12% |
| 2022 | 柔佛 P146 麻坡 |        | 赛沙迪（统民党） | 19,961 | 37.55% | 莫哈末希尔米（巫统）      | 14,581                 | 27.43% |        | 53,158 | 1,345  | 77.12% |

## 荣誉
- One Young Wor青年政治领袖奖15强–（2020年）[14]。